# Hana Vrbová (lékařka)
Hana Vrbová (28. června 1928 Týn nad Vltavou – 12. června 2022 Praha) byla česká lékařka, vysokoškolská pedagožka a předsedkyně Etické komise 1. lékařské fakulty Univerzity Karlovy

## Život
V roce 1952 dokončila studium na Lékařské fakultě Univerzity Karlovy. Poté složila atestaci v nemocnici v Jindřichově Hradci a krátce pracovala jako obvodní lékařka v Kardašově Řečici. Roku 1956 nastoupila na III. interní kliniku, kde zahájila vědeckou aspiranturu pod vedením Josefa Charváta. Kandidátskou práci „Thyreoadrenální vztahy“ obhájila roku 1962. Roku 1963 se stala odbornou asistentkou na III. interní klinice Fakulty všeobecného lékařství a působila zde až do roku 1997. Byla spoluzakladatelkou a předsedkyní Etické komise 1. lékařské fakulty Univerzity Karlovy a Vojenské fakultní nemocnice. Zabývala se především didaktikou vnitřního lékařství, lékařskou etikou, gerontologií a dílem svého školitele Josefa Charváta.

## Dílo (výběr)
- Modernizace výuky lékařství: Sborník z konference o modernizaci výuky lék. a z 2. výstavy moderních vyučovacích pomůcek v lékařství na fakultě všeobec. lék. Univ. Karlovy: Praha, 27.-29. května 1975, Praha: Univerzita Karlova, 1976 (spoluautor Josef Charvát)
- Novější poznatky z molekulární farmakologie, Praha: SPN, 1973 (spoluautor Karel Slavík)
- Přehled novějších poznatků o metabolických cestách a jejich významu v klinické medicině, Praha: SPN, 1971 (spoluautoři Josef Charvát a Karel Slavík)